# Biegaczowate
Biegaczowate (Carabidae) – rodzina owadów z rzędu chrząszczy (Coleoptera) obejmująca ponad 30 tys. gatunków, z czego w Polsce występuje ponad 500. Nauką o chrząszczach biegaczowatych jest karabidologia.

## Budowa
Wielkość od kilku milimetrów do 10 centymetrów. Gatunki krajowe osiągają od 1,8 do 40 mm. Wygląd osobników z rodziny Carabidae jest bardzo charakterystyczny. Zarys ich ciała jest lekko wydłużony. Głowa jest mała, znacznie węższa od przedplecza. Pokrywy ciała mogą posiadać liczne guzki, rowki lub być gładkie. Przybierają przeróżne kolory – od metalicznie zielonych przez złote po czarne. Czułki szczeciniaste lub nitkowate złożone z 11 członów, nogi smukłe i bieżne, silne żuwaczki. Larwy mają 3 pary odnóży i silne szczęki.

## Ekologia
Biegaczowate polują najczęściej nocą, w dzień ukrywają się w ściółce lub pod kamieniami. Większość z nich to aktywni drapieżnicy, niektóre polują nawet na znacznie większe od nich kręgowce – przedstawiciele rodzaju Epomis (zarówno larwy, jak i imagines) potrafią polować na płazy. Biegaczowate ścigają swoją ofiarę i uśmiercają za pomocą silnych żuwaczek. Niektóre gatunki stosują trawienie pozajelitowe. Nieliczne biegaczowate odżywiają się pokarmem roślinnym (np. łokaś garbatek). Spotyka się także wśród nich padlinożerców. Biegaczowate żyjące w Polsce odżywiają się dużymi ilościami owadów roślinożernych przez co są owadami pożytecznymi dla człowieka.